# Križišće
Križišće – wieś w Chorwacji, w żupanii primorsko-gorskiej, w mieście Kraljevica. W 2011 roku liczyła 85 mieszkańców.